# Golden Valley (Minnesota)
Golden Valley – miasto w Stanach Zjednoczonych, w stanie Minnesota, w hrabstwie Hennepin.